# Hokejová Liga mistrů
Hokejová Liga mistrů (CHL, anglicky Champions Hockey League) je evropská nejvyšší mezinárodní hokejová soutěž. První ročník se konal v sezóně 2014/2015 s 26 nejlepšími evropskými týmy ze šesti hokejových lig. Pohár pro vítěze nese název European Trophy, který má připomínat podobnou předchozí soutěž European Trophy, kterou tato liga nahradila. 

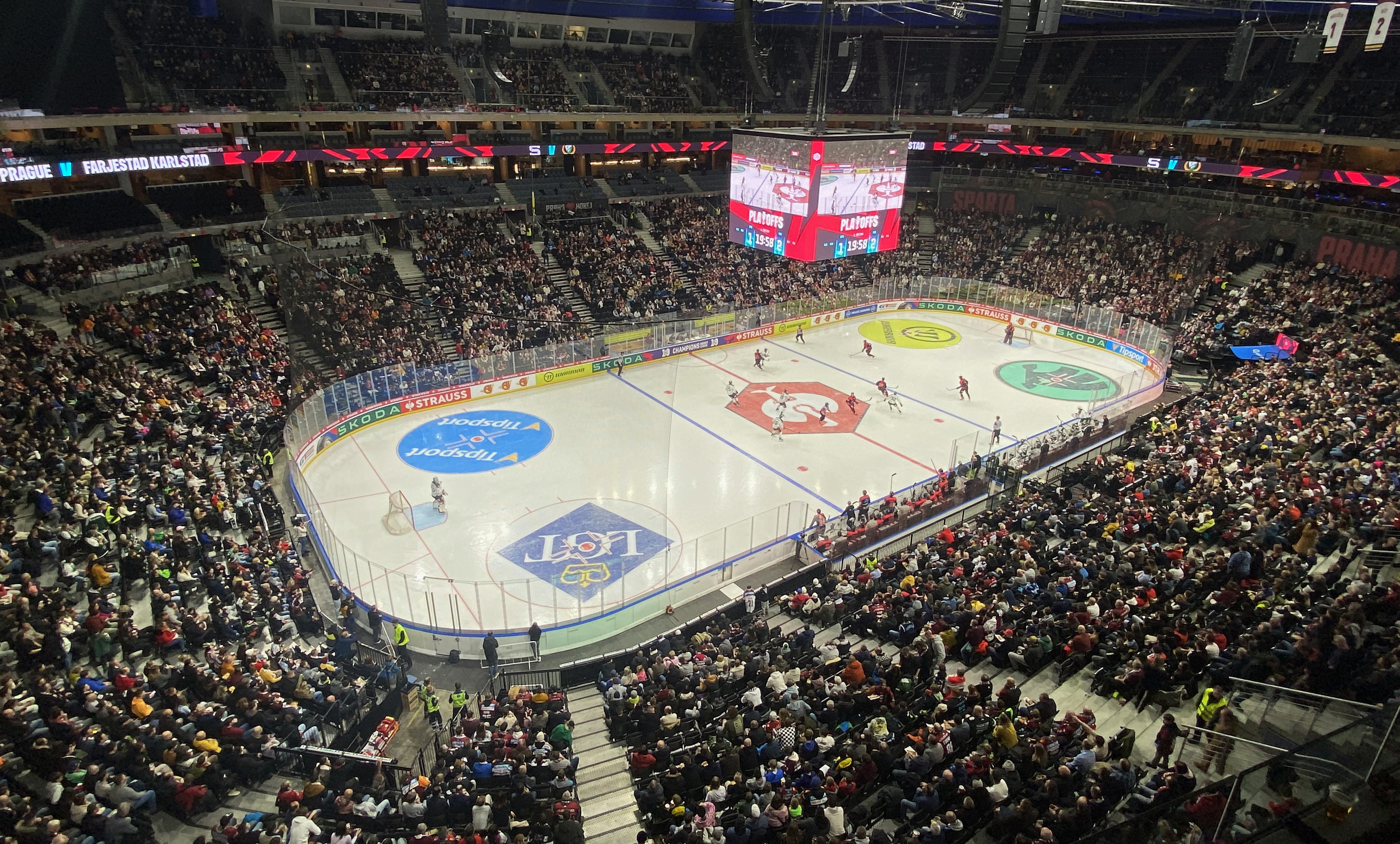
Zápas CHL v O2 Areně (Sparta Praha vs. Färjestad BK)

## Předchůdci
První celoevropskou klubovou soutěží byl Evropský hokejový pohár pořádaný od roku 1965 do roku 1997. Ten byl nahrazen Evropskou hokejovou ligou, která však měla jen čtyři ročníky, a tak od roku 2000 Evropě chyběla mezinárodní klubová soutěž na nejvyšší úrovni. Dalším pokusem o vzkříšení byl Pohár evropských mistrů, známější pod názvem Super six, který měl rovněž jen čtyři ročníky mezi lety 2005 až 2008.
Ten pro další sezónu 2008/2009 nahradila Hokejová liga mistrů IIHF. Tento projekt Mezinárodní hokejové federace, který měl vytvořit hokejovou obdobu podobných soutěží v jiných kolektivních sportech, však nevydržel víc než jednu první sezónu, po které se z finančních důvodů již žádná další nekonala.
Mezi lety 2010 až 2013 vznikl další pokus o evropskou klubovou soutěž, který současné lize mistrů přímo předcházel. European Trophy, které se účastnily kluby ze sedmi evropských zemí, měla ovšem formu pouhého předsezónního přípravného turnaje. Na rozdíl od předchozích pokusů však soutěž organizovaly a financovaly samy kluby, což je vedlo k pokusu o vytvoření nové hokejové ligy mistrů.

## Vznik
Po nezdaru Hokejové ligy mistrů IIHF a zkušeností s kluby pořádanou soutěží European Trophy se 26 zakládajících hokejových klubů rozhodlo zorganizovat vlastní evropskou hokejovou soutěž. Novou soutěž pořádá akciová společnost Champions Hockey League, jejímiž majiteli je z 63 procent 26 zakládajících klubů, z 25 procent šest členských hokejových lig a z 12 procent Mezinárodní federace ledního hokeje.
V sezóně 2017-18 byl formát CHL změněn tak, aby do značné míry napodobil Liga mistrů UEFA. Celkový počet týmů se snížil z 48 na 32, přičemž 24 týmů z celkového počtu pochází z šesti zakládajících lig. Zákládající kluby už nemohou automaticky postoupit a budou se muset probojovat do soutěže ze své ligy. Bylo povoleno maximálně pět týmů z každé země, přičemž byly místa přidělena každé zemi v souladu s koeficientem (žebříčkem CHL). Zbývajících osm míst bylo věnováno nejlepším týmům z dalších evropských zemí a vítězi Kontinentálního poháru. Týmy pak jsou losovány do osmi skupin po čtyřech. První dva týmy z každé skupiny postupují do vyřazovacích bojů playoff, které probíhají dvoukolově (doma-venku). Finále se hraje na jeden zápas.
Od sezóny 2023/24 se ligy účastní 24 týmů: šampión z minulé sezóny, tři nejlepší týmy ze šesti zakládajících zemí – Švédsko, Finsko, Švýcarsko, Česko, Německo a Rakousko a pět týmů z ostatních evropských zemí. Účastnily se již týmy z těchto dalších zemí: Slovensko, Dánsko, Norsko, Francie, Bělorusko, Spojené království, Maďarsko, Slovinsko, Ukrajina a Polsko.

## Zakládající kluby a členské hokejové ligy
| ELH - Bílí Tygři Liberec - HC Dynamo Pardubice - HC Sparta Praha - HC Vítkovice Steel | Elitserien - Djurgårdens IF - Färjestad BK - Frölunda Indians - HV71 Jönköping - Linköpings HC - Luleå HF | SM-liiga - HIFK Hockey - JYP Jyväskylä - KalPa Kuopio - Oulun Kärpät - Tappara Tampere - TPS Turku | National League - SC Bern - ZSC Lions Curych - Fribourg-Gottéron - EV Zug | DEL - Eisbären Berlín - ERC Ingolstadt - Krefeld Pinguine - Adler Mannheim | EBEL - EC Red Bull Salzburg - Vienna Capitals |  |

Na působení českých klubů se můžete podívat v článku České kluby v hokejové Lize mistrů

## Přehled sezón
| Sezóna  | Vítěz                            | Finálový zápas                   | Poražený finalista               | Počet klubů                      | Počet zápasů                     | Video finalového zápasu |
| ------- | -------------------------------- | -------------------------------- | -------------------------------- | -------------------------------- | -------------------------------- | ----------------------- |
| 2014/15 | Luleå HF                         | 4:2                              | Frölunda Indians                 | 44                               | 161                              | zde                     |
| 2015/16 | Frölunda Indians                 | 2:1                              | Oulun Kärpät                     | 48                               | 157                              | zde                     |
| 2016/17 | Frölunda Indians                 | 4:3pr                            | Sparta Praha                     | 48                               | 157                              | zde                     |
| 2017/18 | JYP Jyväskylä                    | 2:0                              | Växjo Lakers                     | 32                               | 125                              | zde                     |
| 2018/19 | Frölunda Indians                 | 3:1                              | EHC Red Bull München             | 32                               | 125                              | zde                     |
| 2019/20 | Frölunda Indians                 | 3:1                              | Mountfield HK                    | 32                               | 125                              | zde                     |
| 2020/21 | zrušeno kvůli pandemii covidu-19 | zrušeno kvůli pandemii covidu-19 | zrušeno kvůli pandemii covidu-19 | zrušeno kvůli pandemii covidu-19 | zrušeno kvůli pandemii covidu-19 |                         |
| 2021/22 | Rögle BK                         | 2:1                              | Tappara                          | 32                               | 123                              | zde                     |
| 2022/23 | Tappara                          | 3:2                              | Luleå HF                         | 32                               | 125                              | zde                     |
| 2023/24 | Ženeva-Servette HC               | 3:2                              | Skellefteå AIK                   | 24                               | 101                              | zde                     |
| 2024/25 | ZSC Lions                        | 2:1                              | Färjestad BK                     | 24                               | 101                              | Zde                     |
| 2025/26 |                                  |                                  |                                  |                                  |                                  |                         |

## Tabulka finalistů podle klubů
| Klub                 | Vítěz | Finalista | Vítězné roky                       | Finalisté |
| -------------------- | ----- | --------- | ---------------------------------- | --------- |
| Frölunda Indians     | 4     | 1         | 2015/16, 2016/17, 2018/19, 2019/20 | 2014/15   |
| ZSC Lions            | 1     | 0         | 2024/25                            | –         |
| Ženeva-Servette HC   | 1     | 0         | 2023/24                            | –         |
| Tappara              | 1     | 1         | 2022/23                            | 2021/22   |
| Luleå HF             | 1     | 1         | 2014/15                            | 2022/23   |
| JYP Jyväskylä        | 1     | 0         | 2017/18                            | –         |
| Rögle BK             | 1     | 0         | 2021/22                            | –         |
| Färjestad BK         | 0     | 0         | –                                  | 2024/25   |
| Oulun Kärpät         | 0     | 1         | –                                  | 2015/16   |
| Sparta Praha         | 0     | 1         | –                                  | 2016/17   |
| Skellefteå AIK       | 0     | 1         | –                                  | 2023/24   |
| Växjö Lakers         | 0     | 1         | –                                  | 2017/18   |
| EHC Red Bull München | 0     | 1         | –                                  | 2018/19   |
| Mountfield HK        | 0     | 1         | –                                  | 2019/20   |

## Žebříček CHL
| Pozice | Liga                 | Body 16/17 (25 %) | Body 17/18 (50 %) | Body 18/19 (75 %) | Body 19/20 (100 %) | Body celkem | Počet týmu 22/23 |
| ------ | -------------------- | ----------------- | ----------------- | ----------------- | ------------------ | ----------- | ---------------- |
| 1      | Elitserien F         | 95 (24)           | 100 (50)          | 100 (75)          | 100                | 249         | 5                |
| 2      | NLA F                | 100 (25)          | 80 (40)           | 95 (71)           | 90                 | 226         | 5                |
| 3      | DEL F                | 75 (19)           | 85 (43)           | 80 (60)           | 95                 | 217         | 4                |
| 4      | SM-liiga F           | 90 (23)           | 90 (45)           | 85 (64)           | 80                 | 212         | 4                |
| 5      | ELH F                | 85 (21)           | 95 (48)           | 75 (56)           | 85                 | 210         | 3                |
| 6      | EBEL F               | 65 (16)           | 75 (38)           | 90 (68)           | 70                 | 192         | 3                |
| 7      | Běloruská extraliga  | 80 (20)           | 70 (35)           | 60 (45)           | 75                 | 175         | 1                |
| 8      | EIHL                 | 60 (15)           | 65 (33)           | 40 (30)           | 70                 | 148         | 1                |
| 9      | Ligue Magnus         | 45 (11)           | 50 (25)           | 70 (53)           | 55                 | 144         | 1                |
| 10     | Slovenská extraliga  | 70 (18)           | 60 (30)           | 55 (41)           | 55                 | 144         | 1                |
| 11     | Elitehockeyligaen    | 50 (13)           | 55 (27)           | 70 (53)           | 40                 | 133         | 1                |
| 12     | Polská hokejová liga | 40 (10)           | 50 (25)           | 50 (38)           | 60                 | 133         | 1                |
| 13     | Metal Ligaen         | 60 (15)           | 50 (25)           | 50 (38)           | 55                 | 133         | 1                |

- F = zakládající země

### Výpočet CHL žebříčku
Pořadí v žebříčku určuje počet účastníků před každou sezónou CHL. Každému týmu jsou udělovány body, za jejich výkony:
- 3 body za výhru v normální hrací době (ve skupině, play-off)
- 2 body za výhru v nastavení či nájezdech (ve skupině)
- 1 bod za prohru v nastavení či nájezdech (ve skupině)
- 1 bod pro oba týmy za remízu (play-off)
- 0 bodů za prohru (ve skupině, play-off)

Klubům, které dosáhnou 16finále, osmifinále, čtvrtfinále, semifinále a finále je udělován další bonusový bod pro každé kolo.
Koeficient se vypočítá tím, že se sečtou body všech týmů z jedné ligy a vydělí se počtem jejich utkání.
Příklad: česká liga bude mít 4 účastníky a ty získají 80 bodů v celkem 30 utkáních – 80:30 = 2,67 bodů pro naši ligu.
Dále se seřadí jednotlivé ligy podle jejich dosaženého koeficientu od nejvyššího koeficientu po nejmenší a podle toho dostane liga body. Největší koeficient (1. místo) nejvíce bodů a tedy 100. Dále pak o pět méně 2. místo – 95 bodů, 3. místo – 90 bodů.
Získané body v předchozích sezónách jsou dodatečně poníženy. Pro sezónu 2019/20 platí takovéto bodové ohodnocení:
- Sezóna 2015/16: zde jsou body snížené na 25 % – 100 b = 25 b (100 bodů ze sezóny 2014/15 je tedy jen 25 bodů)
- Sezóna 2016/17: zde jsou body snížené na 50 % – 100 b = 50 b (100 bodů ze sezóny 2015/16 je tedy jen 50 bodů)
- Sezóna 2017/18: zde jsou body snížené na 75 % – 100 b = 75 b (100 bodů ze sezóny 2016/17 je tedy jen 75 bodů)
- Sezóna 2018/19: zde se započítává plný počet bodů tedy 100 % = 100 b

## Televize
Na CHL má v Česku, na Slovensku a v Maďarsku od sezóny 2015/2016 plná práva americká skupina AMC Networks, která ligu vysílá živě na programech Sport1 a Sport2.